# Barfleur
Barfleur là một xã trong tỉnh Manche, thuộc vùng hành chính Normandie của nước Pháp, có dân số là 642 người (thời điểm 1999). Barfleur thuộc vào trong số những làng đẹp nhất Pháp.

## Nhân khẩu học
| 1962 | 1968 | 1975 | 1982 | 1990 | 1999 |
| ---- | ---- | ---- | ---- | ---- | ---- |
| 827  | 837  | 703  | 619  | 599  | 642  |